# Haddonfield
Haddonfield is een plaats (borough) in de Amerikaanse staat New Jersey, en valt bestuurlijk gezien onder Camden County.

## Demografie
Bij de volkstelling in 2000 werd het aantal inwoners vastgesteld op 11.659.
In 2006 is het aantal inwoners door het United States Census Bureau geschat op 11.515, een daling van 144 (-1.2%).

## Geografie
Volgens het United States Census Bureau beslaat de plaats een oppervlakte van
7,4 km², waarvan 7,3 km² land en 0,1 km² water.

## Plaatsen in de nabije omgeving
De onderstaande figuur toont nabijgelegen plaatsen in een straal van 4 km rond Haddonfield.

## Geboren
- Timothy Matlack (1730-1829), politicus
- Robert Thomas Moore (1882-1958), ornitholoog, ondernemer en filantroop
- Mike Magill (1920-2006), autocoureur
- Margaret Garwood (1927-2015), componist
- Debra Hill (1950-2005), scenarioschrijver en filmproducent
- Joanna Cassidy (1945), actrice